# George Harmon Coxe
George Harmon Coxe (Olean, 23 aprile 1901 – Old Lyme, 31 gennaio 1984) è stato uno scrittore statunitense, autore di libri gialli.

## Biografia
Nato a Olean, nello Stato di New York, ha iniziato come giornalista, dopo aver abbandonato l'università, per poi lavorare a lungo nel campo pubblicitario. Molto considerato nell'ambiente della narrativa hard boiled, Coxe è stato grande amico di Erle Stanley Gardner, il creatore di Perry Mason. Nel 1952 Coxe è stato eletto presidente dei Mystery Writers of America.
I suoi personaggi più popolari sono Kent Murdock e "Flashgun" Casey, entrambi fotografi per un importante quotidiano newyorkese, e l'investigatore privato Jack Fenner.

## Opere scelte
- 1943, Fotografia rivelatrice (Murder for two), stampato nel 1954 nella collana Serie Gialla con il numero 37 dalla Garzanti e nel 1964 nella collana Gialli Garzanti con il numero 6.
- 1947, Pericolo verde (Fashioned for murder), stampato nel 1952 nella collana Il Giallo Mondadori con il numero 185.
- 1947, Fine della trasmissione (The fifth key), stampato nel 1958 nella collana Il Giallo Mondadori con il numero 513.
- 1949, Destinazione New York (Inland passage), stampato nel 1957 nella collana Il Giallo Mondadori con il numero 435.
- 1950, A solo di pistola (Eye witness), stampato nel 1959 nella collana Il Giallo Mondadori con il numero 528.
- 1951, Bersaglio facile (The widow had a gun), stampato nel 1964 nella collana Il Giallo Mondadori con il numero 792.
- 1953, Al lampo di magnesio (The Crimson Clue), stampato nel 1955 nella collana Il Giallo Mondadori con il numero 332.
- 1954, Obbiettivo sul delitto (Focus on murder), stampato nel 1956 nella collana Il Giallo Mondadori con il numero 365.
- 1955, Segretissimo (Top assignment), stampato nel 1956 nella collana Il Giallo Mondadori con il numero 408.
- 1956, Morte sull'Istmo (Death at The Isthmus), stampato nella collana Serie Gialla con il numero 72 dalla Garzanti.
- 1956, Aspetta che muoia (Suddenly a widow), stampato nel 1957 nella collana Il Giallo Mondadori con il numero 440.
- 1956, La tigre per la coda (Man on a Rope), stampato nel 1958 nella collana Il Giallo Mondadori con il numero 478.
- 1957, Un minuto dopo le otto (One minute past eight), stampato nel 1959 nella collana Il Giallo Mondadori con il numero 558.
- 1957, Indagine in bianco e nero (Murder on their minds), stampato nel 1960 nella collana Il Giallo Mondadori con il numero 591.
- 1958, Baratro del sospetto (The impetuous mistress), stampato nel 1959 nella collana Il Giallo Mondadori con il numero 536.
- 1958, Ho scritto un omicidio (The big gamble), stampato nel 1960 nella collana Il Giallo Mondadori con il numero 571.
- 1959, 50 dollari per il morto (Slack tide), stampato nel 1960 nella collana Il Giallo Mondadori con il numero 612.
- 1960, Ultima consegna (The last commandment), stampato nel 1962 nella collana Il Giallo Mondadori con il numero 676.
- 1961, Una pallottola per Mike (Moment of violence), stampato nel 1962 nella collana Il Giallo Mondadori con il numero 703.
- 1961, Errore di calcolo (Error of judgment), stampato nel 1966 nella collana Il Giallo Mondadori con il numero 886.
- 1962, L'uomo che morì troppo presto (The man who died too soon), stampato nel 1963 nella collana Il Giallo Mondadori con il numero 751.
- 1962, Un verme in meno (Mission of fear), stampato nel 1965 nella collana Il Giallo Mondadori con il numero 869.
- 1963, La chiave dell'enigma (The hidden key), stampato nel 1964 nella collana Il Giallo Mondadori con il numero 798.
- 1963, Indiziato numero uno (One hour to kill), stampato nel 1965 nella collana Il Giallo Mondadori con il numero 880.
- 1964, Tre pallottole per l'assassino (Deadly image), stampato nel 1964 nella collana Il Giallo Mondadori con il numero 827.
- 1965, Kent Murdock e la bionda con la valigia (The recluctant heiress), stampato nel 1966 nella collana Il Giallo Mondadori con il numero 915.
- 1966, Il suono della verità (The ring of truth), stampato nel 1967 nella collana Il Giallo Mondadori con il numero 938.
- 1967, Il candido impostore (The candid impostor), stampato nel 1969 nella collana Il Giallo Mondadori con il numero 1070.
- 1969, Murdock chiama squadra omicidi (An easy way to go), stampato nel 1970 nella collana Il Giallo Mondadori con il numero 1127.
- 1970, Doppia identità (Double identity), stampato nel 1971 nella collana Il Giallo Mondadori con il numero 1195.
- 1971, Fenner: una pista tutta d'oro (Fenner), stampato nel 1972 nella collana Il Giallo Mondadori con il numero 1237.
- 1972, La donna con la pistola (Woman with a gun), stampato nel 1973 nella collana Il Giallo Mondadori con il numero 1251.
- 1973, Fenner: coi piedi di piombo (The silent witness), stampato nel 1974 nella collana Il Giallo Mondadori con il numero 1343.
- 1974, Operazione tropici (The inside man), stampato nel 1975 nella collana Il Giallo Mondadori con il numero 1380.
- 1975, Fenner: la morte mi perseguita (No place for murder), stampato nel 1977 nella collana Il Giallo Mondadori con il numero 1478.